# Grand Prix moto de Grande-Bretagne 1993
Le Grand Prix moto de Grande-Bretagne 1993 est le dixième rendez-vous de la saison 1993 du championnat du monde de vitesse moto. Il s'est déroulé sur le circuit de Donington Park du 30 juillet au 1er août 1993.
C'est la 18e édition du Grand Prix moto de Grande-Bretagne.

## Classement 500 cm3
| Pos  | Pilote            | Constructeur  | Temps/Écart     | Points |
| ---- | ----------------- | ------------- | --------------- | ------ |
| 1    | Luca Cadalora     | Yamaha        | 47 min 45 s 630 | 25     |
| 2    | Wayne Rainey      | Yamaha        | +3 s 312        | 20     |
| 3    | Niall Mackenzie   | ROC Yamaha    | +21 s 898       | 16     |
| 4    | Carl Fogarty      | Cagiva        | +22 s 238       | 13     |
| 5    | Shinichi Itoh     | Honda         | +36 s 151       | 11     |
| 6    | Daryl Beattie     | Honda         | +36 s 394       | 10     |
| 7    | Juan Lopez Mella  | ROC Yamaha    | +1 min 06 s 585 | 9      |
| 8    | Renato Colleoni   | ROC Yamaha    | +1 min 10 s 731 | 8      |
| 9    | John Reynolds     | Harris Yamaha | +1 min 16 s 010 | 7      |
| 10   | Michael Rudroff   | Harris Yamaha | +1 min 21 s 152 | 6      |
| 11   | James Haydon      | ROC Yamaha    | +1 min 24 s 715 | 5      |
| 12   | José Kuhn         | Yamaha        | +1 min 33 s 544 | 4      |
| 13   | Bernard Garcia    | Yamaha        | +1 min 34 s 372 | 3      |
| 14   | Ron Haslam        | ROC Yamaha    | +1 min 34 s 590 | 2      |
| 15   | Laurent Naveau    | ROC Yamaha    | +1 tour         | 1      |
| 16   | Thierry Crine     | ROC Yamaha    | +1 tour         |        |
| 17   | Andreas Meklau    | ROC Yamaha    | +1 tour         |        |
| 18   | Bruno Bonhuil     | ROC Yamaha    | +1 tour         |        |
| 19   | Cees Doorakkers   | Harris Yamaha | +1 tour         |        |
| 20   | David Jefferies   | Harris Yamaha | +1 tour         |        |
| Abd. | Serge David       | ROC Yamaha    | Abandon         |        |
| Abd. | Kevin Mitchell    | Harris Yamaha | Abandon         |        |
| Abd. | Mickael Doohan    | Harris Yamaha | Abandon         |        |
| Abd. | Andrew Stroud     | Harris Yamaha | Abandon         |        |
| Abd. | Kevin Schwantz    | Suzuki        | Abandon         |        |
| Abd. | Alex Criville     | Honda         | Abandon         |        |
| Abd. | Sean Emmett       | Harris Yamaha | Abandon         |        |
| Abd. | Lucio Pedercini   | ROC Yamaha    | Abandon         |        |
| Abd. | Jeremy McWilliams | Yamaha        | Abandon         |        |
| Abd. | Alex Barros       | Suzuki        | Abandon         |        |

## Classement 250 cm3
| Pos | Pilote                    | Constructeur | Temps/Écart      | Points |
| --- | ------------------------- | ------------ | ---------------- | ------ |
| 1   | Jean-Philippe Ruggia      | Aprilia      | 43 min 05 s 248  | 25     |
| 2   | Loris Capirossi           | Honda        | +3 s 266         | 20     |
| 3   | Loris Reggiani            | Aprilia      | +19 s 510        | 16     |
| 4   | Pierfrancesco Chili       | Yamaha       | +35 s 138        | 13     |
| 5   | Tadayuki Okada            | Honda        | +49 s 614        | 11     |
| 6   | Max Biaggi                | Honda        | +1 min 14 s 134  | 10     |
| 7   | Jochen Schmid             | Yamaha       | +1 min 14 s 948  | 9      |
| 8   | Jean-Michel Bayle         | Aprilia      | +1 min 15 s 847  | 8      |
| 9   | Patrick van den Goorbergh | Aprilia      | +1 min 16 s 072  | 7      |
| 10  | Eskil Suter               | Aprilia      | +1 min 16 s 328  | 6      |
| 11  | Wilco Zeelenberg          | Aprilia      | +1 min 21 s 140  | 5      |
| 12  | Frédéric Protat           | Aprilia      | +1 min 21 s 534  | 4      |
| 13  | Paolo Casoli              | Gilera       | +1 min 27 s 766  | 3      |
| 14  | Adrien Bosshard           | Honda        | +1 min 32 s 974  | 2      |
| 15  | Bernard Haenggeli         | Aprilia      | +1 min 35 s 370  | 1      |
| 16  | Alessandro Gramigni       | Gilera       | +1 min 35 s 9002 |        |
| 17  | Bernd Kassner             | Aprilia      | +1 tour          |        |
| 18  | Juan Borja                | Honda        | +1 tour          |        |
| 19  | Nigel Bosworth            | Yamaha       | +1 tour          |        |
| 20  | Jean-Pierre Jeandat       | Aprilia      | +1 tour          |        |
| 21  | Volker Bahr               | Honda        | +1 tour          |        |
| 22  | Jurgen vd Goorbergh       | Aprilia      | +1 tour          |        |
| 23  | Luis Carlos Maurel        | Aprilia      | +1 tour          |        |
| 24  | Massimo Pennacchioli      | Honda        | +1 tour          |        |
| 25  | Carlos Checa              | Honda        | +5 tours         |        |
| Np. | Tetsuya Harada            | Yamaha       | Non partant      |        |

## Classement 125 cm3
| Pos | Pilote             | Constructeur | Temps/Écart     | Points |
| --- | ------------------ | ------------ | --------------- | ------ |
| 1   | Dirk Raudies       | Honda        | 44 min 21 s 938 | 25     |
| 2   | Kazuto Sakata      | Honda        | +8 s 150        | 20     |
| 3   | Ralf Waldmann      | Aprilia      | +10 s 760       | 16     |
| 4   | Oliver Petrucciani | Aprilia      | +18 s 532       | 13     |
| 5   | Akira Saito        | Honda        | +19 s 056       | 11     |
| 6   | Noboru Ueda        | Honda        | +19 s 543       | 10     |
| 7   | Fausto Gresini     | Honda        | +20 s 458       | 9      |
| 8   | Takeshi Tsujimura  | Honda        | +26 s 257       | 8      |
| 9   | Peter Oettl        | Aprilia      | +29 s 191       | 7      |
| 10  | Neil Hodgson       | Honda        | +34 s 128       | 6      |
| 11  | Jorge Martinez     | Honda        | +37 s 852       | 5      |
| 12  | Kinya Wada         | Honda        | +38 s 684       | 4      |
| 13  | Oliver Koch        | Honda        | +54 s 696       | 3      |
| 14  | Garry McCoy        | Aprilia      | +58 s 036       | 2      |
| 15  | Stefan Prein       | Honda        | +1 min 00 s 743 | 1      |
| 16  | Herri Torrontegui  | Aprilia      | +1 min 01 s 310 |        |
| 17  | Bruno Casanova     | Aprilia      | +1 min 05 s 376 |        |
| 18  | Haruchika Aoki     | Honda        | +1 min 07 s 721 |        |
| 19  | Kevin Mawdsley     | Honda        | +1 min 12 s 404 |        |
| 20  | Jamie Robinson     | Honda        | +1 min 14 s 816 |        |
| 21  | Hans Spaan         | Honda        | +1 min 15 s 170 |        |
| 22  | Sinya Sato         | Honda        | +1 min 17 s 479 |        |
| 23  | Manfred Geissler   | Aprilia      | +1 min 17 s 831 |        |
| 24  | Giovanni Palmieri  | Aprilia      | +1 min 24 s 392 |        |
| 25  | Arie Molenaar      | Honda        | +1 tour         |        |
| 26  | Lucio Cecchinello  | Gazzaniga    | +1 tour         |        |
| Np. | Ezio Gianola       | Honda        | Non partant     |        |